# Brian May
Sir Brian Harold May CBE (* 19. července 1947 Hampton, Anglie) je britský rockový kytarista známý hlavně svým působením v rockové kapele Queen. Kromě hudby se věnuje také astrofyzice, mezi lety 2008–2012 byl kancléřem liverpoolské Univerzity Johna Moorese. Od roku 2011 vystupuje se znovuobnovenou skupinou Queen se zpěvákem Adamem Lambertem pod jménem Queen + Adam Lambert.

## Život
Brian působil během studií fyziky v několika kapelách. S Rogerem Taylorem spolu hráli ve skupině Smile. Zpěvák a baskytarista ale kapelu opustil. Jako jeho náhrada přišel Freddie Mercury (tehdy známý ještě pod jeho rodným jménem Farrokh Bulsara) a brzy se po několika výměnách baskytaristů přidal konečný baskytarista John Deacon. Tak vznikla skupina Queen.
V roce 1970 Brian seznámil Freddie Mercuryho a Mary Austin, která se později stala Freddieho partnerkou. V písničkách kapely Queen působil také jako doprovodný zpěvák – doplňoval nízké tóny. Na některých skladbách působil i jako hlavní zpěvák, například Sleeping On the Sidewalk, No-One But You (Only the Good Die Young), " '39" nebo Some Day One Day.
Po smrti Freddieho Mercuryho v roce 1991 vystupoval Brian May mezi lety 2005 a 2009 jako kytarista skupiny Queen + Paul Rodgers. Od roku 2011 vystupuje opět s obnovenou skupinou Queen tentokrát se zpěvákem Adamem Lambertem pod jménem Queen + Adam Lambert.
Podporuje NASA a o sondě New Horizons složil stejnojmennou píseň. Zastává se práv zvířat a od prosince 2019 je veganem.
V březnu roku 2023 byl králem Karlem III. pasován na rytíře a Brian může od této chvíle používat před jménem oslovení Sir.

## Kytara Red Special

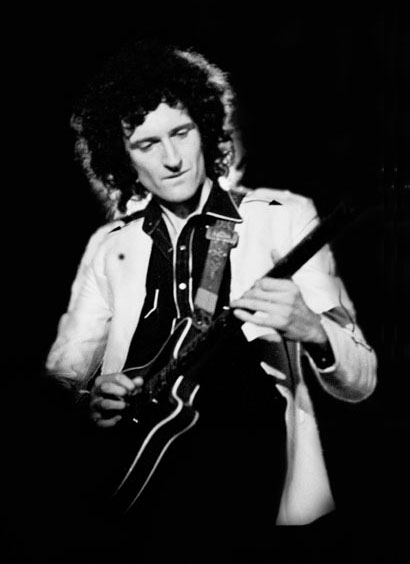
Brian May s kytarou Red Special v roce 1979

Svou kytaru Red Special zhotovil v mládí společně s otcem a používal ji po celou dobu vystupování skupiny Queen. Na hmatníku byly použity matčiny perleťové knoflíky, nebo na krk bylo použito dřevo z výklenku krbu, který chtěl někdo[kdo?] z rodiny vyhodit. Red Special je také unikátní tím, že ve svém těle má volná akustická místa. Díky tomu kytara do snímačů chytá jakýkoli zvuk.[ujasnit] Tento jev je velmi dobře slyšet na začátku skladby Get Down, Make Love.
Na tuto kytaru hraje stále. Od založení firmy Brian May Guitars občas na nahrávce či při živém vystoupení zamění svůj originální kus za kopii, ale nejčastěji hraje právě na původní kus. Brian May zkoušel různá trsátka, nejvíce se mu však osvědčila stará šestipence. Jeho nejoblíbenější kombo bylo Vox AC30 (několik v sestavě za sebou).[zdroj?]

## Autorství
Je autorem mnoha klasických písní Queen jako jsou například Now I'm Here, Tie Your Mother Down, We Will Rock You, Save Me, Who Wants to Live Forever, White Queen (As It Began, Fat Bottomed Girls, All Dead, All Dead, ’39, Sleeping on the Sidewalk a I Want It All.